# Kilobar
Cet article court présente un sujet plus développé dans : Bar (unité).
Le kilobar, de symbole kbar, est une unité de pression ou de contrainte valant mille bars, soit cent millions de pascals (108 Pa).
Le kilobar est une unité obsolète mais encore utilisée en sciences de la Terre et en science des matériaux. Il tend à être remplacé par le mégapascal (106 Pa) et le gigapascal (109 Pa) :
1 kbar = 100 MPa = 0,1 GPa.